# Пресса в США
Пресса в США — совокупность печатных средств СМИ в Соединённых Штатах Америки.

## История

### XIX век
Новым феноменом общественной жизни называли ценовую политику американской периодики в середине XIX века: газеты стали стоить всего 1—2 цента (подобно газетам ЦК КПСС стоимостью 2 копейки во второй половине XX века). Эти доступные издания стали не только источником информации, но и главным инструментом манипуляции общественным сознанием, превратив отрасль в четвёртую власть.
До запуска ежедневной цветной газеты USA Today в стране не было т. н. федеральной (общенациональной) прессы. Из работы «Президентские выборы 1860 года в зеркале прессы»:
В 1850-е гг. ежедневные издания достигли общего тиража в 2,5 млн экз., а еженедельники имели около 10 млн экз. На Севере ведущей столицей прессы был Нью-Йорк, газеты других северных штатов, не располагавшие такими финансовыми ресурсами и квалифицированными журналистскими кадрами, ограничивались перепечаткой сообщений из ведущих газет и местными новостями. Нью-йоркская пресса в 1850—1860-е гг. доминировала в масштабе всей страны. В декабре 1860 году «Herald» имела в среднем ежедневный тираж 77 107 экз., и воскресный — 82 656 экз. Это был самый большой тираж в мире, поскольку даже знаменитая лондонская Times имела на 25 000 экз. меньше. «Tribune» хвасталась 10 апреля 1861, что её ежедневный выпуск был 55 000 экз., а еженедельное издание составляло 287 750 экз. «New York Sun» имела ежедневный тираж приблизительно в 60 000 экз., «New York Times» — 35 000 экз., «New York Evening Post» — 20 000 экз.
Однако влияние нью-йоркских газет постулировано было не столько их тиражами, сколько ареалом распространения и количеством читающих — New York Tribune, имея тираж более 300 тыс. экз., уверяла, что число её читателей приближается к миллиону:
Оценивая влияние «большой прессы» Нью-Йорка, «Herald» утверждала: «Некоторые из газет, обладая доходами равными доходам некоторым из штатов, недоступны воздействиям со стороны политиков, они представляют интеллектуальный прогресс. Телеграф и локомотив несут их влияние к самым отдаленным уголкам континента… Они являются ведущей силой, чтобы возвысить ту или иную партию, и способны провести обсуждение самых важных вопросов, которые выдвигает время». Среди наиболее влиятельных газет Севера следует выделить также Springfield Republican, Chicago Tribune. 
В этот же период широкое распространение получили СМИ еженедельного формата, среди которых был Harper’s Weekly, начавший выходить в 1857 году и ряд литературно-политических журналов.
История отрасли знает много выдающихся деятелей американской периодики.
Из рецензии «Американский журнализм»:
 В 50е-80е года XIX века по стране «гремели имена» Джеймса Беннета («Джеральд»), Хорейса Грили («Трибьюн»), Самюэля Боулса («Спрингфилд репабликен»), Уильяма Брайана («Нью-Йорк пост»). Затем настал черед были Чарльза Даны («Нью-Йорк сан»), Эдвина Годкина («Нейшн» и «Нью-Йорк ивнинг пост»), Генри Уотерсона («Луизвилл курьер джорнел»), подготовивших почву для перехода прессы на базис «нового» журнализма.

Фундаментом «жёлтой» прессы стали газеты The Sun, The New York Herald и The New York Tribune. Секс, скандалы, криминал — вот тематика этих изданий. Пионерами жанра стали Джозеф Пулитцер («The New York World») и Уильям Херст («The San Francisco Examiner», «New York Journal» и др.). Издания набрали рейтинг не сколько благодаря оперативной информации, сколько набору «human-interest stories» — газетных материалов, которые «…больше ориентируются на пробуждение эмоций (сострадание, пафос, юмор, тревога, любопытство), чем на освещение достоверных событий».

В 1883 году Пулитцер приобрел обанкротившуюся газету «Уорлд», которую сделал типичным образцом газеты новой журналистики. «Уорлд» Пулитцера сразу привлек к себе широкое общественное внимание. На полосу попадало всё, что отличалось сенсационностью. Например, уже в первом выпуске рассказывалось:
- о шторме в штате Нью-Джерси, причинившим убыток в миллион долларов,
- опубликовано интервью с осужденным убийцей накануне его казни,
- материал о волнении на острове Гаити

### XX век
Жанр «журналистские расследования» был сформирован американскими журналистами, которых называли «разгребателями грязи». В рамках этого жанра был расследован Уотергейтский скандал (работа репортёра Карла Бенстайна), это был звёздный час индустрии. Позднее традиции жанра унаследовал американский кинодокументалист Майкл Мур.
- Бернстайн, Карл
- Вудворд, Боб
- Мур, Майкл
- Вулф, Том

Там же зародилась новая журналистика: термин впервые упомянут был Томасом Вулфом в 1973 году и относился к его собственным работам и публикациям его коллег: Трумана Капоте, Хантера Томпсона, Нормана Мейлера, Джоан Дидион и прочих публицистов, известных в то время в США. Автор достаточно категорично утверждал:
Журналистика — это искусство, а современная литература — старорежимная пошлятина.
Неоднозначное высказывание Вулфа относилось к периоду 1970-х (когда оно и было обнародовано). Американская журналистика тех лет действительно была авангардом отрасли.
Речь шла не столько о газетных публикациях, сколько о развёрнутых эссе, авторских колонках и статьях в журналах, рассчитанных на элитарного читателя (в новоязовской трактовке — продвинутого) — The New Yorker, New York Magazine, The Atlantic Monthly, Rolling Stone, Esquire, CoEvolution Quarterly. Отчасти — Scanlan’s Monthly (если рассматривать лишь период начала 70-х).

### XXI век
На 23 мая 2008 года в США насчитывалось 1 422 ежедневных газет и 6 253 еженедельников.
Популярность ежедневных газет падает год от года, и в этих условиях изданиям сложнее сохранять редакционную независимость. К 1990 году в Нью-Йорке осталось только пять ежедневных газет, а в конце XIX века их было 18. А к 1995 году, например, количество ежедневных газет в США за год уменьшилось с 1 538 до 1 532.
После финансового кризиса 2008 года состояние индустрии не в лучшей форме. Только за 2008 год было уволено 16 тысяч журналистов.
Компания Tribune Company (владеющая LA Times) объявила о своём банкротстве;. Одна из старейших американских газет Rocky Mountain News прекратила существование, поставив точку в 150-летней своей истории. The Christian Science Monitor перешла к сетевой дистрибуции (то есть ежедневная газета превратилась в обычный интернет-ресурс). За первый квартал 2009 года в США закрыто 120 газет. За период с января по октябрь 2009 года в Северной Америке закрыты 388 журналов (включая пять крупных СМИ издательства Conde Nast и журнал Country Home издательства Meredith Corporation с тиражом 1,2 млн экземпляров. Большинство (130) закрытых изданий принадлежали категории B2B.Тиражи американских изданий упали на 7 % в первом полугодии 2009 года.
Массовые сокращения продолжались и позднее.

## Список 25 самых значительных (по тиражу) изданий США

### Самые тиражные издания
Источник:

| - USA Today - The Wall Street Journal - The New York Times - Los Angeles Times - Chicago Tribune - The Washington Post - Daily News - New York Post | - The Denver Post - The Times Of Earth - The Dallas Morning News - The Philadelphia Inquirer - Houston Chronicle - The Detroit News / Detroit Free Press - Star Tribune - The Star-Ledger | - The Boston Globe - The Arizona Republic - The Atlanta Journal-Constitution - Newsday - The Plain Dealer - San Francisco Chronicle - Tampa Bay Times - The Seattle Times / Seattle Post-Intelligencer - St. Louis Post-Dispatch |

### Самые старинные издания
| - The New Hampshire Gazette (основана в 1756) - Hartford Courant (основана в 1764) - The Augusta Chronicle (основана в 1785) - Daily Hampshire Gazette (основана в 1786) | - Pittsburgh Post-Gazette (основана в 1786) - The Berkshire Eagle (основана в 1789) - The Recorder (основана в 1792) - Rutland Herald (основана в 1794) | - The Bulletin (основана в 1796) - The Keene Sentinel (основана в 1799) - New York Post (основана в 1801) - The Post and Courier (основана в 1803) - The Post-Standard (основана в 1829) |

### Журналы для путешественников
Самые влиятельные и тиражные в мире издания, ориентированные на туристическую индустрию, основаны и издаются в США — это ежемесячные журналы Conde Nast Traveler и Travel + Leisure.

## Цензура в США
В январе 2004 года учреждённый США Временный Совет Управления Ираком фактически приказал запретить компании «Аль-Джазира» обсуждать какую-либо работу этого Совета на месячный срок (от 28 января до 27 февраля).
В 2010 году Associated Press, New York Times и другие американские новостные организации по просьбе ЦРУ и администрации США скрыли имевшуюся у них информацию о том, что арестованный в Пакистане сотрудник американского посольства, известный под именем Рэймонд Дэвис, застреливший двух пакистанцев, являлся также сотрудником ЦРУ.

## Критика
Во всякой стране и во всякой среде существует свой информационный этикет. Если большинство правил того или иного информационного этикета основано не на этических, а на политических табу, то этот этикет антиинтеллектуален. Называть такой этикет политкорректностью не совсем верно: одним и тем же термином обозначаются и очень важные и полезные демократические процессы, и довольно опасное давление на гражданское общество.— Из заметки Анны Арутюнян «Стеклянный занавес Америки»
В документе Пресс-канцелярии Госсовета КНР «Ситуация с правами человека в США — 2006» отмечается, что в угоду политическим интересам американское правительство нередко разрабатывает ложную информацию, нацеленную на введение в заблуждение населения страны и живущих за рубежом.

## Некоторые факты
Согласно Г. Лассуэлу, четыре самых популярных слова американских газет: «права», «свобода», «демократия», «равенство».